# محمدعلی اسلامی ندوشن
محمّدعلی اسلامی نُدوشَن (۳ شهریور ۱۳۰۳ – ۵ اردیبهشت ۱۴۰۱) شاعر، منتقد، نویسنده، مترجم، حقوق‌دان و پژوهش‌گر ایرانی بود. او دانش‌آموختهٔ حقوق بین‌الملل از فرانسه بود و پس از بازگشت به ایران، در آغاز قاضی دادگستری شد، اما پس‌از چندی به دعوت فضل‌الله رضا به دانشگاه تهران رفت.
ندوشن از ۱۳۴۸ تا دو سال پس از انقلاب ۱۳۵۷ در دانشکده‌های حقوق و ادبیات دانشگاه تهران، حقوق و ادبیات تطبیقی درس می‌داد. وی فصل‌نامهٔ هستی را پایه گذاشت و هم‌زمان در شماری از مجلات ادبی ایران از جمله نگین، سخن و یغما مقاله می‌نوشت. ندوشن از نویسندگان روزنامهٔ اطلاعات و روزنامهٔ اطلاعات بین‌المللی بود که همزمان در لندن و لس آنجلس منتشر می‌شد. این روزنامه ۲ شهریور ۱۳۹۵ به‌دنبال مشکلات مالی تعطیل شد.
ندوشن از پرکارترین ادیبان و پژوهش‌گران معاصر ایران بود و افزون بر تألیف، به ترجمهٔ آثار به فارسی، از جمله دربارهٔ ادبیات و فرهنگ ایران پرداخت. از وی بیش از ۷۰ تألیف و ترجمه و صدها مقاله به‌جای مانده است.

## زندگی

### تحصیلات اولیه
محمدعلی اسلامی ندوشن، ۱۳۰۳ در ندوشن، در خانواده‌ای متوسط زاده‌شد. تحصیلات ابتدایی را نخست در مدرسه «ناصرخسرو» ندوشن گذراند و پس از آن به دبستان دینیاری رفت و تا سوم متوسطه را در دبیرستان ایرانشهر یزد گذراند. او، ۱۳۲۳ به تهران رفت و ادامه دوره متوسطه را در دبیرستان البرز به‌پایان رساند. سپس برای ادامه تحصیل وارد دانشکده حقوق دانشگاه تهران شد و کارشناسی حقوق گرفت. ندوشن سرودن شعر را از ۱۲ سالگی آغاز کرد و پس از رفتن به تهران، در دوران دبیرستان، حرفه‌ای‌تر می‌سرود. او در این زمان، برخی از سروده‌هایش را در مجله سخن منتشر کرد.

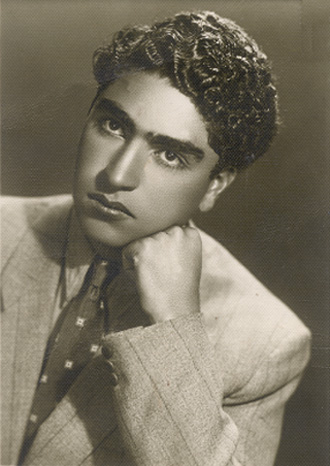
ندوشن در سال ۱۳۲۲

### سفر به اروپا
اسلامی ندوشن در دههٔ سوم زندگی، برای تکمیل تحصیلات به اروپا رفت. پنج سال در فرانسه و انگلستان به تحصیل پرداخت و سرانجام با دفاع از پایان‌نامه خود با عنوان «هند و قلمرو مشترک‌المنافع» از دانشکده حقوق دانشگاه سوربن فرانسه در حقوق بین‌الملل دکترا گرفت. فعالیت‌های اسلامی ندوشن در دوران تحصیل در اروپا، بیشتر آشنایی با زبان فرانسه و شرکت در سخنرانی‌های دانشگاه سوربن بود و جز چند داستان کوتاه، چند قطعه شعر و پایان‌نامه چیز دیگری ننوشت.

### بازگشت به ایران
اسلامی ندوشن، ۱۳۳۴ به ایران بازگشت و چند سال قاضی دادگستری شد. پس‌از آن به تدریس حقوق و ادبیات در برخی دانشگاه‌ها و آموزشگاه‌های عالی از جمله دانشگاه ملی، مدرسه عالی ادبیات، مدرسه عالی بازرگانی و مؤسسه علوم بانکی پرداخت. او، ۱۳۴۸، به‌دعوت فضل‌الله رضا (رئیس وقت دانشگاه تهران) به همکاری با دانشگاه تهران دعوت شد و به‌سبب آثارش در ادبیات، عضو هیئت علمی دانشکده ادبیات دانشگاه تهران شد و به تدریس نقد ادبی و سخن‌سنجی، ادبیات تطبیقی، فردوسی و شاهنامه، شاهکارهای ادبیات جهان» در دانشکده ادبیات، و تدریس تاریخ تمدن و فرهنگ ایران در دانشکده حقوق پرداخت. اسلامی ندوشن، ۱۳۵۹ از دانشگاه تهران بازنشسته شد. آخرین فعالیت او در ایران، تدریس در دانشکده ادبیات دانشگاه تهران و تدریس مکتب‌های ادبی جهان به دانشجویان دکترا بود.
اسلامی ندوشن بیشتر وقت خود را به پژوهش در آثار علمی و ادبی ایران و ترجمه آثار نویسندگان جهان می‌گذراند. از او چندین مقاله در پیام نو، مجله سخن، یغما، راهنمای کتاب، و نگین چاپ شد. در یکی از همین مقالات به انتقاد از نظام آموزشی دانشگاه‌ها پس از ۱۳۴۷ پرداخت.
اسلامی ندوشن برخی از آثارش را با امضای مستعار «م. دیده‌ور» منتشر می‌کرد. ۱۳۴۲، کتاب ابر زمانه و ابر زلف وی، کتاب برگزیده سال انجمن کتاب شد. او در مدت ۷۰ سال، بیش‌از ۷۰ کتاب و صدها مقاله دربارهٔ فرهنگ و تاریخ ایران و ادبیات فارسی نوشت. تأسیس فرهنگ‌سرای فردوسی و انتشار فصل‌نامهٔ هستی از کارهای او در اعتلای فرهنگ و ادب فارسی است.

### ازدواج
اسلامی ندوشن، ۱۳۴۵، با شیرین بیانی نویسنده و استاد تاریخ دانشگاه تهران ازدواج کرد و دو پسر به نام‌های رامین و مهران دارد.

### درگذشت
هفته اول اسفند ۱۳۹۹، شایعه شد که محمدعلی اسلامی ندوشن درگذشته است. صفحه اینستاگرام وی و خبرگزاری‌ها به نقل از این صفحه آن را تکذیب کردند. چهارشنبه ۱۳ اسفند ۱۳۹۹، چند خبرگزاری و کانال تلگرامی، دوباره شایعه درگذشت او را فراگیر منتشر کردند که به‌دنبال آن خبرگزاری ایبنا در مصاحبه با اصغر دادبه، رئیس شورای نظارت بر آثار اسلامی ندوشن، آن را تکذیب کرد. هم‌چنین، ایسنا در تماس با شیرین بیانی، همسرش، این شایعه را تکذیب کرد.

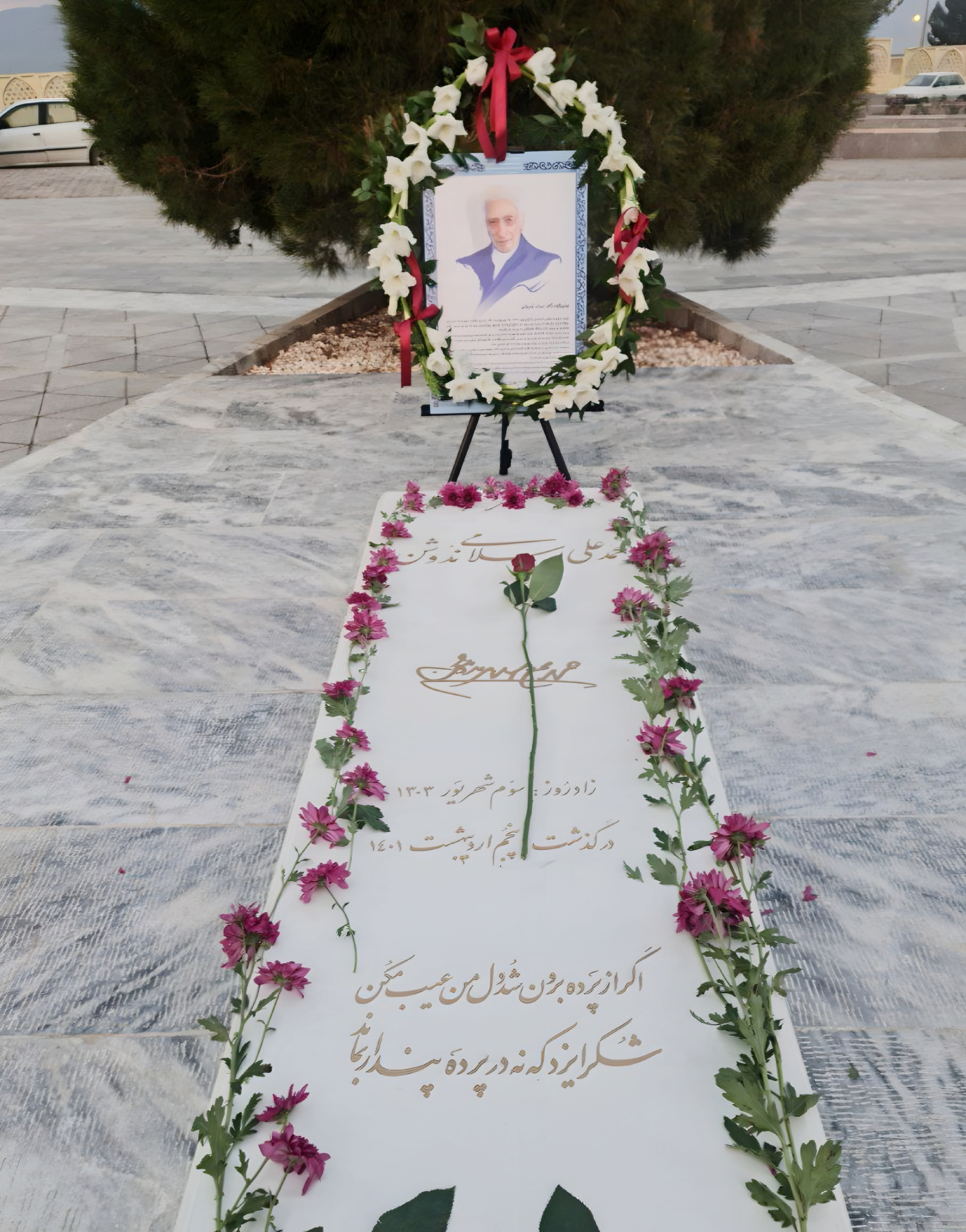
مزار استاد در آرامگاه مشاهیر نیشابور

اسلامی ندوشن ۵ اردیبهشت ۱۴۰۱ به‌سبب کهولت سن در ۹۷ سالگی در تورنتو، کانادا درگذشت. با اعلام شیرین بیانی پیکر او در کانادا به امانت به خاک سپرده شد تا اینکه پس از ۱۸ ماه از درگذشتش ۲۸ آبان ۱۴۰۲ از کانادا به ایران انتقال یافت. مراسم تشییع او ۲۹ آبان از دانشکدهٔ ادبیات تا دانشکدهٔ حقوق دانشگاه تهران، که سال‌ها محل تدریسش بود و ۳۰ آبان در یزد و ندوشن، زادگاهش، برگزار شد. سرانجام ۲ آذر ۱۴۰۲ پیکر وی پس از برگزاری مراسمی در آرامگاه مشاهیر نیشابور به خاک سپرده شد. ندوشن در وصیت‌نامه‌اش امتیاز چاپ و تجدید چاپ کتاب‌هایش را به نهاد آرامگاه فردوسی واگذار کرده و خواسته عواید حاصل از آن‌ها به عنوان حق‌التألیف، صرف گل‌کاری و زیباسازی محوطهٔ آرامگاه و جادهٔ مشهد به توس شود. همچنین این بیت حافظ را برای درج روی سنگ قبرش انتخاب کرده است: «اگر از پرده برون شد دل من عیب مکن/ شکر ایزد که نه در پردهٔ پندار بماند.»

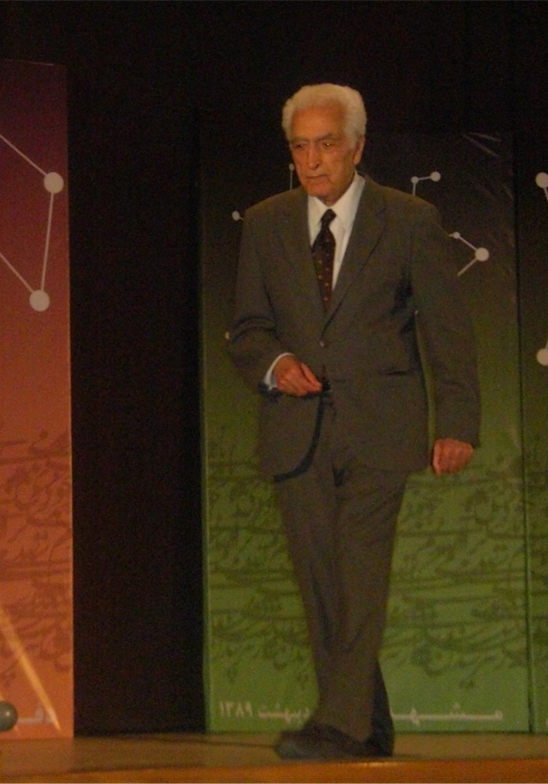
محمدعلی اسلامی ندوشن در همایش بزرگداشت خیام در اردیبهشت ۱۳۸۹ (مشهد)

## نمونهٔ اشعار
تو را بینم که چون یک خرمن صبح
به بالا می‌روی آرام و آرام
من اینجا دیر ماندم، دور ماندم
به زنجیر امید ناسرانجام
تو بودی، من نبودم

## نمونهٔ متن
- من در قعر ضمیر خود احساسی دارم و آن این که رسالت ایران به پایان نرسیده است و شکوه و خرمی او به او باز خواهد گشت. من یقین دارم که ایران می‌تواند قد راست کند و آنگونه که درخور فرهنگ تمدن و سالخوردگی اوست نکته‌های بسیاری به جهان بیاموزد.[۱۶]
- تهران مانند زنی است که پاهایش را روی هم می‌گرداند و سیگار «کنت» می‌کشد، عینک دودی می‌زند و «ودکا لایم» می‌خورد؛ «بی‌کینی» می‌پوشد و حمام آفتاب می‌گیرد، اما وقتی پای صحبتش بنشینید، از اُملّی و سبک‌مغزی و حمق و پرمدّعایی و شلختگی و ورّاجی او، آدم تا سرحدّ مرگ ملول می‌شود.
- تا سال‌ها پیش کمتر بدبین بودم، ولی در این سال‌ها، افت اخلاقی مردم مرا غمناک کرده است. اگر ملتی از حداقل سطوح اخلاقی خودش تنزل کند برگرداندن آن به طرف اصول اخلاقی، مشکل است.[۱۷]

## یادمان‌ها
۱۷ آبان ۱۳۹۹ با حضور رئیس کمیسیون فرهنگی و اجتماعی شورای شهر تهران، شهردار منطقه ۶ و شخصیت‌هایی چون کامیار عابدی، فریدون مجلسی، علی غیاثی ندوشن و … خیابان شاهد سابق، بین خیابان قدس و وصال شیرازی به نام محمدعلی اسلامی ندوشن تغییر یافت و سردیس اسلامی ندوشن نیز در تقاطع این خیابان و خیابان وصال نصب شد.
پیش از این نیز میدانی به نام اسلامی ندوشن در زادگاهش، ندوشن، به‌نام او شده‌بود. هم‌چنین، ۱۳۹۹، شورای شهر یزد، بلواری را در محله صفائیه، میان بلوار شهید قندی و بلوار شهید دشتی را اسلامی ندوشن نام‌گذارد.

## نوشته‌ها

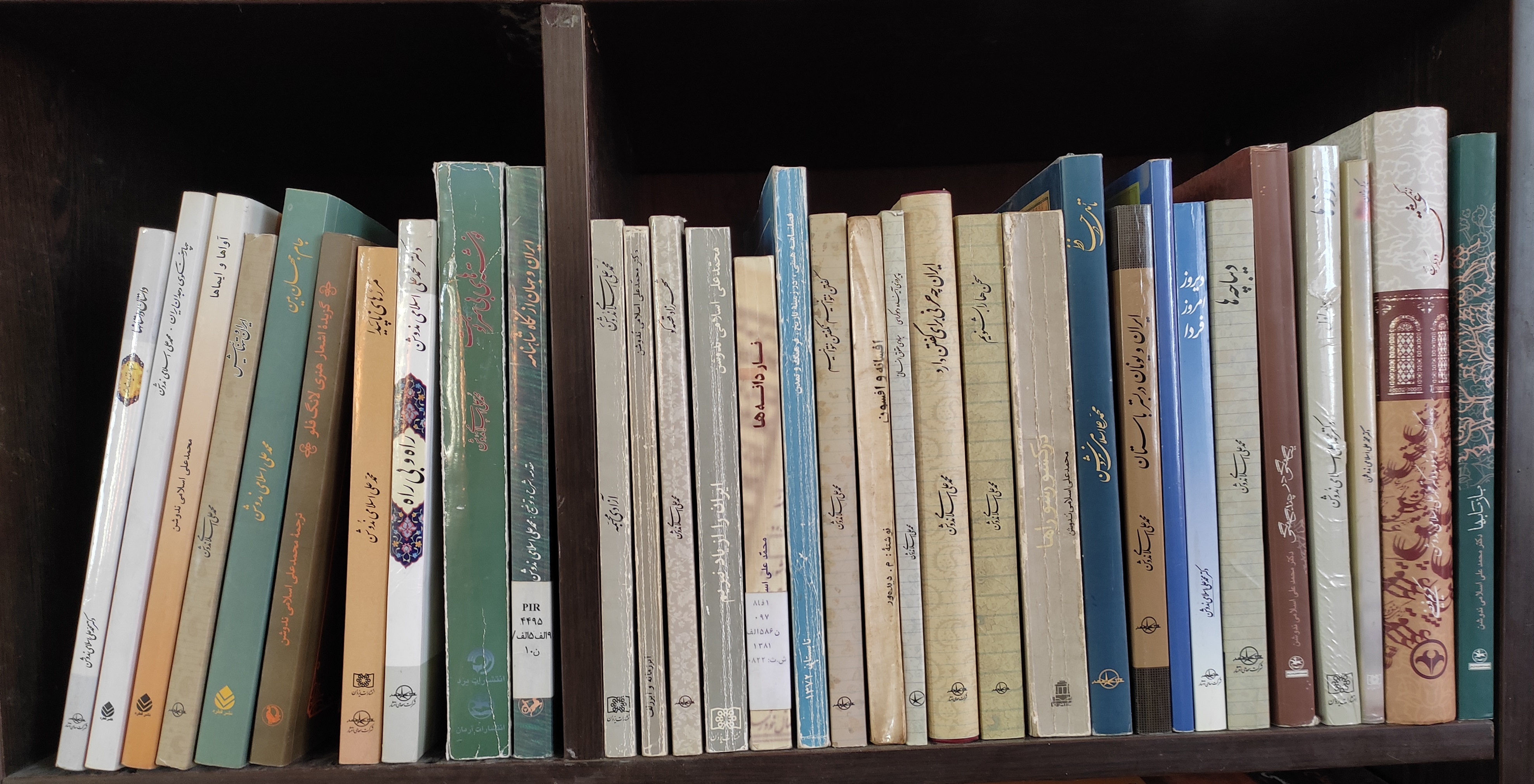
قفسه‌ای از کتاب‌های اسلامی ندوشن

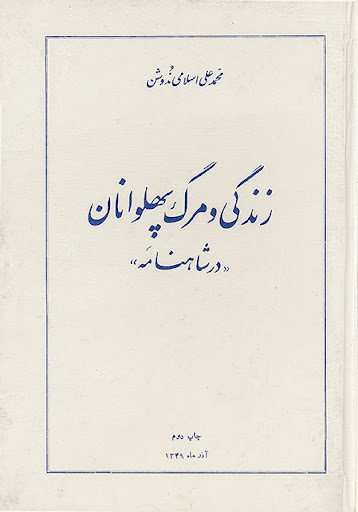
کتابی از اسلامی ندوشن

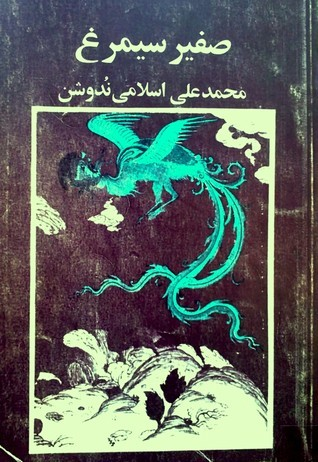
کتابی از اسلامی ندوشن

### تألیف
- گ‍ن‍اه (م‍ج‍م‍وع‍ه‍. ش‍ع‍ر)، بی‌جا: بی‌نا، ۱۳۲۹.
- چشمه (مجموعه شعر)، تهران: تابان‏‫، ۱۳۳۵‬.
- ای‍ران را از ی‍اد ن‍ب‍ری‍م (مجموعه مقالات)، ت‍ه‍ران: مجله یغما‏‫‏، ۱۳۴۰.
- ابر زمانه و ابر زلف (نمایش‌نامه)، تهران: راهنمای کتاب، ۱۳۴۲.
- ب‍ه دن‍ب‍ال س‍ای‍ه ه‍م‍ای (م‍ج‍م‍وع‍ه مقالات)، ت‍ه‍ران: یغما‏‫، ۱۳۴۴.
- ایران را از یاد نبریم (مجموعه مقالات)، تهران: یغما، بی‌تا.
- اف‍س‍ان‍ه و اف‍س‍ون (داس‍ت‍ان)، با نام مستعار م. دی‍ده‌ور، تهران: جوانه‏‫، ۱۳۴۵.
- جام جهان‌بین (مجموعه مقالات ادبی)، تهران: ک‍ت‍اب‍خ‍ان‍ه ای‍ران‍م‍ه‍ر‏‫، ۱۳۴۶.
- زندگی و مرگ پهلوانان در شاهنامه، تهران: انجمن آثار ملی، ۱۳۴۸.
- داستان داستان‌ها: رستم و اسفندیار در ش‍اه‍ن‍ام‍ه، تهران: انجمن آثار ملی‏‫، ۱۳۵۱.
- ص‍ف‍ی‍ر س‍ی‍م‍رغ (ی‍ادداش‍ت‌ه‍ای س‍ف‍ر)، تهران: توس‏‫، ۱۳۵۲.
- دربارهٔ رستم و سهراب بنیاد شاهنامه، تهران: یغما، ۱۳۵۳
- آواه‍ا و ای‍م‍اه‍ا (م‍ج‍م‍وع‍ه مقالات ادبی)، تهران: توس، ۱۳۵۴.
- ف‍ره‍ن‍گ و ش‍ب‍ه‌ف‍ره‍ن‍گ، تهران: توس، ۱۳۵۴؛ ب‍خ‍ش اول ک‍ت‍اب منتشرشده در م‍ج‍ل‍ه ی‍غ‍م‍ا، ۱۳۴۹.
- در ک‍ش‍ور ش‍وراه‍ا: ی‍ادداش‍ت‌ه‍ای س‍ف‍ر ات‍ح‍اد ج‍م‍اه‍ی‍ر ش‍وروی، تهران: توس، ۱۳۵۴.
- درب‍اره آم‍وزش، ت‍ه‍ران: توس‏‫، ۱۳۵۶.
- پ‍ن‍ج‍ره‌ه‍ای ب‍س‍ت‍ه (م‍ج‍م‍وع‍ه چ‍ن‍د داس‍ت‍ان)، ت‍ه‍ران: توس‏‫‬، ۱۳۵۷.
- گ‍ف‍ت‍ی‍م و ن‍گ‍ف‍ت‍ی‍م (مجموعه مقالات)، بی‌جا، ۱۳۵۴؛ ت‍ه‍ران: ی‍زدان‏‫، ۱۳۶۲.
- نوشته‌های بی‌سرنوشت، تهران: جاویدان‏‫، ۱۳۵۶.
- ذکر مناقب حقوق بشر در جهان سوم، ت‍ه‍ران: توس‏‫، ۱۳۵۷.
- گ‍ف‍ت‍گ‍وه‍ا (م‍ج‍م‍وع‍ه گ‍ف‍ت‌وش‍ن‍وده‍ا)، ت‍ه‍ران: توس‫‏، ۱۳۵۷.
- دی‍دن دگ‍رآم‍وز ش‍ن‍ی‍دن دگ‍رآم‍وز (گ‍زی‍ده ش‍ع‍ره‍ای م‍ح‍م‍د اق‍ب‍ال)، ان‍ت‍خ‍اب و م‍ق‍دم‍ه، ت‍ه‍ران: ام‍ی‍رک‍ب‍ی‍ر‏‫‏، ۱۳۵۷.
- ک‍ارن‍ام‍ه س‍ف‍ر چ‍ی‍ن، ت‍ه‍ران: ام‍ی‍رک‍ب‍ی‍ر‏‫، ۱۳۶۲.
- روزها: سرگذشت، چهار جلد، ت‍ه‍ران: ی‍زدان‏‫‏، ۱۳۸۵–۱۳۶۳.
- م‍اج‍رای پ‍ای‍ان‌ن‍اپ‍ذی‍ر ح‍اف‍ظ (نقد ادبی)، ت‍ه‍ران: ی‍زدان‏‫، ۱۳۶۸.
- س‍خ‍ن‌ه‍ا را ب‍ش‍ن‍وی‍م (مجموعه مقالات)، ت‍ه‍ران: شرکت سهامی ان‍ت‍ش‍ار، ۱۳۶۹.
- سروِ سایه‌فکن: دربارهٔ فردوسی و شاهنامه، به خط غلامحسین امیرخانی، تهران: ان‍ج‍م‍ن خ‍وش‍ن‍وی‍س‍ان ای‍ران‏‫، ۱۳۷۰.
- ای‍ران، ل‍وکِ پ‍ی‍ر ب‍ه‌ه‍م‍راه ت‍رج‍م‍هٔ ن‍م‍ای‍ش‌ن‍ام‍ه ای‍ران‍ی‍ان آس‍ی‍خ‍ل‍ی‍وس [آیسخولوس] (آشیل)، تألیف و ترجمه، ‏‫ت‍ه‍ران‌‬‏‫: پ‍رواز‬‏‫، ۱۳۷۰.
- ن‍امهٔ ن‍ام‍ور: گ‍زی‍ده ش‍اه‍ن‍ام‍ه ف‍ردوس‍ی، ان‍ت‍خ‍اب و ت‍وض‍ی‍ح، ت‍ه‍ران: س‍خ‍ن، ۱۳۷۰.
- آوی‍زه س‍خ‍ن‌ه‍ا (اف‍زوده ب‍ه ک‍ت‍اب س‍خ‍ن‌ه‍ا را ب‍ش‍ن‍وی‍م)، ت‍ه‍ران: شرکت سهامی ان‍ت‍ش‍ار، ۱۳۷۱.
- آزادی م‍ج‍س‍م‍ه (درب‍ارهٔ ای‍الات م‍ت‍ح‍ده ام‍ری‍ک‍ا)، ت‍ه‍ران: ی‍زدان‏‫‬‏، ۱۳۷۳.
- م‍رزه‍ای ن‍اپ‍ی‍دا‏‫ (مجموعه مقالات)، ت‍ه‍ران: ی‍زدان‏‫، ۱۳۷۶.
- ای‍ران و ی‍ون‍ان در ب‍س‍ت‍ر ب‍اس‍ت‍ان (ای‍ران، ل‍وکِ پ‍ی‍ر، ایران‍ی‍ان از آی‍س‍خ‍ی‍ل‍وس، ای‍ران و ی‍ون‍ان ب‍ه گ‍واه‍ی ش‍اه‍ن‍ام‍ه و ای‍ل‍ی‍ا)، تألیف و ترج‍م‍ه، تهران: شرکت سهامی انتشار، ۱۳۷۸.
- ای‍ران چ‍ه ح‍رف‍ی ب‍رای گ‍ف‍ت‍ن دارد؟، ت‍ه‍ران: شرکت سهامی ان‍ت‍ش‍ار، ۱۳۷۸.
- مثنوی معنوی، مولوی، م‍ق‍دم‍ه، با خطاطی علی سجادی، ت‍ه‍ران: ان‍ج‍م‍ن خ‍وش‍ن‍وی‍س‍ان ای‍ران، ۱۳۷۹.
- ک‍ارن‍ام‍هٔ چ‍ه‍ل‌س‍ال‍ه: گ‍زی‍ده ن‍وش‍ت‍ه‌ه‍ا در زم‍ی‍ن‍ه اج‍ت‍م‍اع و ف‍ره‍ن‍گ از س‍ال ۱۳۳۷ ت‍ا ۱۳۷۷، ت‍ه‍ران: ی‍زدان، ۱۳۸۰.
- ه‍ش‍دار روزگ‍ار و چ‍ن‍د م‍ق‍ال‍ه دی‍گ‍ر، ت‍ه‍ران: شرکت سهامی ان‍ت‍ش‍ار، ۱۳۸۰.
- ن‍اردان‍ه‌ه‍ا: گ‍زی‍ده‌ای از رب‍اع‍ی‌ه‍ای ف‍ارس‍ی، م‍ق‍دم‍ه، ان‍ت‍خ‍اب و ت‍وض‍ی‍ح، ‏‫ت‍ه‍ران‌‬‏‫: ن‍غ‍م‍ه زن‍دگ‍ی‌‬‏‫، ۱۳۸۱.
- چ‍ه‍ار س‍خ‍ن‍گ‍وی وج‍دان ای‍ران (ف‍ردوس‍ی، م‍ول‍وی، س‍ع‍دی، ح‍اف‍ظ)، ت‍ه‍ران: ق‍طره‏‫، ۱۳۸۱.
- ای‍ران و ج‍ه‍ان از ن‍گ‍اه ش‍اه‍ن‍ام‍ه، م‍ق‍دم‍ه، ش‍رح و ت‍وض‍ی‍ح، ت‍ه‍ران: ام‍ی‍رک‍ب‍ی‍ر، ۱۳۸۱.
- ب‍اران ن‍ه رگ‍ب‍ار: گ‍زارش‍ی از چ‍ه‍ل و دو ک‍ت‍اب، ت‍ه‍ران: ن‍غ‍م‍ه زن‍دگ‍ی، ۱۳۸۲.
- ت‍أم‍ل در ح‍اف‍ظ: ب‍ررس‍ی ه‍ف‍ت‍ادوه‍ف‍ت غ‍زل در ارت‍ب‍اط ب‍ا ت‍اری‍خ و ف‍ره‍ن‍گ ای‍ران، ت‍ه‍ران: ی‍زدان، ۱۳۸۲.[۱۸]
- ب‍ازت‍اب‌ه‍ا (سفرنامه)، ت‍ه‍ران: آرم‍ان، ۱۳۸۳.
- ی‍گ‍ان‍گ‍ی در چ‍ن‍دگ‍ان‍گ‍ی، ت‍ه‍ران: آرم‍ان، ۱۳۸۳.
- از رودک‍ی ت‍ا ب‍ه‍ار: درب‍ارهٔ ب‍ی‍س‍ت‌ودو ش‍اع‍ر ب‍زرگ ای‍ران، ت‍ه‍ران: ن‍غ‍م‍ه زن‍دگ‍ی، ۱۳۸۳.
- ک‍ل‍م‍ه‌ه‍ا (کلمات قصار)، ت‍ه‍ران: واژه‌آرا‏، ۱۳۸۷.
- بهار در پاییز: سفینه هفتادوهفت رباعی، ‏‫تهران‬: یزدان‏‫، ‏‫‏۱۳۸۸.
- راه و بی‌راه‮‬‏‫ (مجموعه مقالات)، ‏‫تهران‮‬‏‫: شرکت سهامی انتشار‮‬‏‫، ‏‫‏۱۳۸۸.
- دیروز، امروز، فردا (مجموعه مقالات مجلهٔ هستی)، تهران: شرکت سهامی انتشار‏‫، ۱۳۸۸.
- گفتن نتوانیم نگفتن نتوانیم، تهران: شرکت سهامی انتشار، ‏‫۱۳۹۲.
- دیباچه‌ها‮‬‏‫: برگرفته از کتاب‌های دکتر محمدعلی اسلامی‌ندوشن‮‬ به اهتمام حسین مسرت، تهران: شرکت سهامی انتشار‏‫، ۱۳۹۲.
- شهرزاد قصه‌گو، تهران: شرکت سهامی انتشار، ‏‫۱۳۹۲.[۱۹]
- برگریزان (مجموعه مقالات)، تهران: یزدان، ‏‫۱۳۹۴.
- سرو سخنگو: تک‌بیت‌هایی از چهار شاعر بزرگ ایران، گزینش و مقدمه، تهران: یزدان‏‫، ۱۳۹۴.
- یاد یاران: نامه‌ها، تهران: یزدان‏‫، ۱۳۹۴.

### ترجمه
- ب‍ه‍ت‍ری‍ن اش‍ع‍ار ه‍ن‍ری لان‍گ‌ف‍ل‍و، تهران: سخن، ۱۳۳۷.
- ش‍ور زن‍دگ‍ی: م‍اج‍رای زن‍دگ‍ی ون‍س‍ان ون‍گ‍وگ ن‍ق‍اش ه‍ل‍ن‍دی (عنوان چاپ اول: سوز زندگی)، ای‍روی‍ن‍گ اس‍ت‍ون، تهران: سخن، ۱۳۳۸.
- ملال پ‍اری‍س و ب‍رگ‍زی‍ده‌ای از گ‍ل‌ه‍ای ب‍دی، شارل بودلر، تهران: ب‍ن‍گ‍اه ت‍رج‍م‍ه و ن‍ش‍ر ک‍ت‍اب، ۱۳۴۱‬.
- ع‍م‍ر خ‍ی‍ام، هارولد لمب، تهران: امیرکبیر، ××۱۳.
- آنتونیوس و کلئوپاترا، ویلیام شکسپیر، ت‍ه‍ران: ی‍زدان‏‫، ۱۳۶۳.
- پ‍ی‍روزی آی‍ن‍ده دم‍وک‍راس‍ی، توماس مان‎، ج‍ام‍ی، ۱۳۶۹.

#### سرپرستی
- تاریخ بزرگ جهان، کارل گریمبرگ